# 大石大

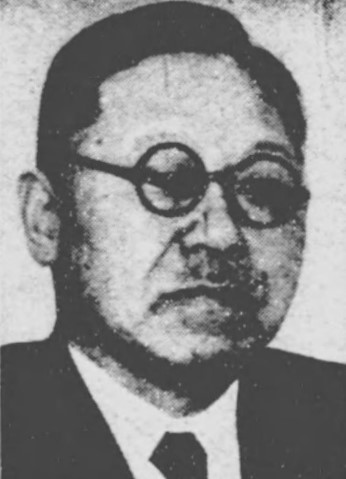
大石大

大石 大（おおいし まさる、1878年（明治11年）1月28日 - 1966年（昭和41年）2月10日）は、日本の政治家。

## 経歴
高知県長岡郡長岡村（現南国市）に出生。小学校を3年で退学。1895年（明治28年）以降、長岡村役場書記、代用教員、裁判所書記などを経て、1903年（明治36年）に明治法律学校を卒業。1904年（明治37年）、関西法律学校に学んだ。大阪府警部などを務めた後、1912年（明治45年）から実業界に転じ、愛媛鉄道、大分国東鉄道等の重役、社長を務めた。1918年（大正7年）、政界に転じ、1920年（大正9年）5月の第14回総選挙で政友会から立候補し、衆議院議員に当選（以降、5回当選）。鉄道問題と農民問題で活躍。1941年（昭和16年）結成の翼賛会には不参加。戦後は東方会に所属していたため公職追放となり、解除後は土佐農民組合を再建し農民運動に取り組んだ他、日本社会党に参加して憲法援護、日中、日ソ国交回復などの民主運動に大御所として活躍した。